# Контактна різниця потенціалів
Конта́ктна різни́ця потенціа́лів — різниця електростатичних потенціалів, яка виникає
при контакті двох різних металів.

## Фізична природа
При контакті двох металів частина електронів перетікає з одного з них до іншого, доки не вирівняються хімічні потенціали для електронів. У результаті цього процесу метали отримують заряд, який зосереджується в тонкому (мікроскопічному) шарі вздовж границі. Заряд на поверхні одного з металів позитивний, іншого — негативний. Електричне поле, яке виникає при цьому, обмежене тонким подвійним шаром. Зазвичай цей шар настільки тонкий, що пропускає електричний струм — електрони тунелюють через нього.
Величина різниці потенціалів, яка виникає внаслідок утворення подвійного шару, визначається із умови вирівнювання хімічного потенціалу електронів:
{\displaystyle \mu _{1}+e\varphi _{1}=\mu _{2}+e\varphi _{2}\,},
де e — заряд електрона, {\displaystyle \mu _{i}} — рівень Фермі i-го металу, {\displaystyle \phi _{i}} — його потенціал.
В результаті різниця потенціалів дорівнює
{\displaystyle \varphi _{2}-\varphi _{1}={\frac {\mu _{1}-\mu _{2}}{e}}}.
Таким чином, контактна різниця потенціалів між двома металами визначається відносним положенням їхніх рівнів Фермі.
Важливою особливістю контакту металів є те, що на поверхні металів існують численні поверхневі рівні для електронів, що зменшує область подвійного зарядженого шару до кількох сталих кристалічної ґратки. При контакті металу й напівпровідника, або при контакті двох напівпровідників заряджені області набагато ширші, створюючи значні бар'єри для проходження електричного струму. Провідність таких контактів одностороння, що широко використовується в напівпровідниковій техніці.

## Зовнішня контактна різниця потенціалів
Якщо два сполучені між собою металічні провідники зігнути підковою, то завдяки заряду, який виникає при контакті, між провідниками існуватиме електричне поле. Дві точки на зовнішній поверхні провідників матимуть різний потенціал. Цю різницю потенціалів називають зовнішньою контактною різницею потенціалів. Вона визначається різницею робіт виходу електронів із металів.
{\displaystyle \varphi _{2}-\varphi _{1}={\frac {A_{1}-A_{2}}{e}}},
де {\displaystyle A_{i}} - робота виходу для i-го металу.

## Історія відкриття
Явище контактної різниці потенціалів відкрив у 1797 році Вольта Алессандро. Це відкриття стало основою для винаходу Вольтового стовпа. Вольта дослідив контактну різницю потенціалів між різними металами, розташувавши їх в ряд: Zn, Sn, Pb, Sb, Bi, Hg, Fe, Cu, Ag, Au, Pt, Pd.

## Наслідки й застосування
Явище виникнення контактної різниці потенціалів лежить в основі термоелектричних ефектів, що дозволяє створення таких пристроїв як термопари.